# Ingvar Kamprad
Feodor Ingvar Kamprad (Agunnaryd, Suècia, 30 de març de 1926 - Liatorp, Suècia, 27 de gener de 2018) va ser un empresari suec. Va fundar IKEA, la major empresa de mobles a escala mundial.

## Biografia
Va néixer a la província de Småland, una regió pobre de Suècia. Durant la seva joventut ven llumins i, més tard, decoracions de Nadal. Més endavant, es dedicà a la venda de llavors.
El 1943 crea IKEA, acrònim d'Ingvar Kamprad, de la masia de la família, Elmtaryd, i del nom del seu poble natal, Agunnaryd. L'empresa ven bolígrafs, quadres, joies i articles de la llar porta a porta. El 1945, es diversifica en la venda per correspondència per mitjà d'un catàleg. El 1947, el catàleg inclou mobles.
El 1951, l'empresa es dedica exclusivament a la venda de mobles. El 1953, obre la primera botiga. El 1956, apareix la fórmula que farà la marca de fàbrica de l'empresa: els mobles són lliurats en paquets plans i són montats pel comprador. El 1963, s'implanta a Noruega la primera botiga IKEA fora de Suècia.
Segons la revista Forbes de març de 2006, Ingvar Kamprad és la 4a persona més rica del món, amb una fortuna estimada en 28 mil milions de dòlars.
El 27 de gener de 2018 mor als 91 anys.

## La seva reputació
El 1976 estableix el seu domicili a Suïssa per motius fiscals, a Epalinges a prop de Lausana on viu discretament, havent negociat un pagament d'impostos anuals baix. Cada any dona mig milió de francs en beques de formació, principalment en l'àrea del disseny.
Algunes fonts afirmen que durant la seva joventut, Kamprad va ser membre de la joventut nòrdica, l'equivalent suec de les joventuts hitlerianes. El seu pare i la seva àvia tenien una gran admiració per Adolf Hitler. Kamprad afirma avui no recordar si va ser o no oficialment membre d'aquesta organització.
El 1994, la premsa fa pública la seva relació sostinguda amb Per Engdahl, líder del moviment pro-nazi a Suècia. A una carta dirigida als seus treballadors, Ingvar Kamprad assumí el seu passat i el va atribuir a un «error de joventut».